# Oula (Oula)
Pour les articles homonymes, voir Oula.
Pour le département et la commune rurale, voir Oula (département).
Oula est un village et le chef-lieu du département et la commune rurale d'Oula situé dans la province du Yatenga et la région du Nord au Burkina Faso.

## Géographie
Oula se trouve à environ 15 km au sud-est du centre de Ouahigouya. Le village se trouve à mi-chemin entre la route nationale 2 et la route nationale 15 (4 et 3 km respectivement).

## Santé et éducation
Oula accueille un centre de santé et de promotion sociale (CSPS) tandis que le centre hospitalier régional (CHR) se trouve à Ouahigouya.
Oula possède une école primaire publique et l'un des deux collèges d'enseignement général (CEG) du département (l'autre se situant à Ziga.